# 埃凯埃里
埃凯埃里（法語：Esquéhéries，法語發音：[eke.eʁi]）是法国皮卡第大区埃纳省的一个市镇，属于韦尔万区。

## 地理
埃凯埃里（49°59'2"N, 3°44'47"E）面积16.21 平方千米，位于法国上法蘭西大區埃纳省，该省份为法国北部内陆省份，北起北部省，西接索姆省和瓦兹省，东临阿登省和马恩省，西南至塞纳-马恩省，东北部与比利时接壤。
与埃凯埃里接壤的市镇（或旧市镇、城区）包括：布埃、多朗、勒谢勒、拉讷维尔莱多朗、蒂耶拉什地区勒努维永。
埃凯埃里的时区为UTC+01:00、UTC+02:00（夏令时）。

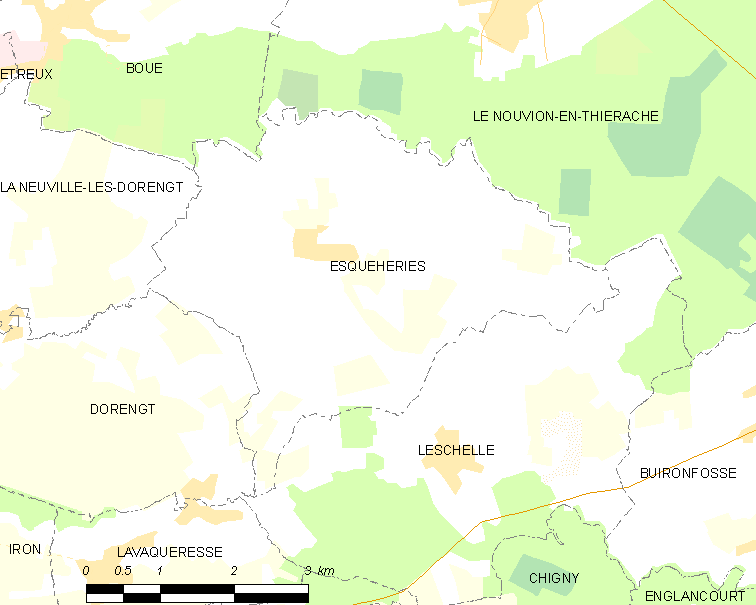
埃凯埃里的OSM定位图

## 行政
埃凯埃里的邮政编码为02170，INSEE市镇编码为02286。

## 政治
埃凯埃里所属的省级选区为吉斯县。

## 人口

1962-2008年间埃凯埃里人口变化图示

埃凯埃里于2022年1月1日时的人口数量为849人。